# Provincia de Övörhangay
Övörhangay (en mongol: Ѳвѳрхангай аймаг) es una de las 21 aymags (provincias) de Mongolia. Está situada en el sur del país, del cual toma una extensión de 62 900 kilómetros cuadrados, para una población total de 111 420 habitantes (datos de 2000). Su capital es Arvaikheer.